# Zeuxo (Zeuxo) novaezealandiae
Zeuxo (Zeuxo) novaezealandiae is een naaldkreeftjessoort uit de familie van de Tanaidae. De wetenschappelijke naam van de soort is voor het eerst geldig gepubliceerd in 1879 door Thomson.